# Charles Deslondes
Charles Deslondes est l'un des meneurs de la révolte de La Nouvelle-Orléans, débutée le 8 janvier 1811, et qui l'une des premières grandes révoltes d'esclaves aux États-Unis.

## Biographie
Charles Deslondes est un homme de couleur libre, venu de la colonie française de Saint-Domingue où il travaillait comme ouvrier dans la plantation Deslondes, qui lui a donné son nom.
La révolte démarre dans la plantation du major Manuel Andry, dans la paroisse Saint-Jean-Baptiste et s'élargit à la paroisse Saint-Charles, près de La Nouvelle-Orléans. Les esclaves marchent de plantations en plantations, le long de la rive est du Mississippi, pour gagner de nouvelles recrues en cours de route.
À la tête d'environ 400 à 500 esclaves, Charles Deslondes souhaite s'emparer de La Nouvelle-Orléans, mais il est victime de la trahison d’un des révoltés. La révolte est réprimée par l’armée américaine et la milice. 66 esclaves sont tués au combat, dont Charles Deslondes, seize autres jugés et fusillés, leurs têtes étant par la suite placés sur des poteaux pour servir d'avertissement. Les autres sont contraints de retourner travailler dans leurs plantations.
Cette révolte fait suite à celle de Gabriel Prosser (1776-1800) et celle de Jean Saint Malo, un quart de siècle avant. Elle précède celle de Nat Turner (1800-1831) et celle de Denmark Vesey en 1822 à Charleston.